# (37486) 2282 T-1
2282 T-1 (asteroide 37486) é um asteroide da cintura principal. Possui uma excentricidade de 0.17106100 e uma inclinação de 8.59675º.
Este asteroide foi descoberto no dia 25 de março de 1971 por Cornelis Johannes van Houten e Ingrid van Houten-Groeneveld e Tom Gehrels em Palomar.